# Bogdan Jakubowski
Bogdan Jakubowski (ur. 1 kwietnia 1948 w Inowrocławiu) – polski bokser, medalista mistrzostw Europy.

## Kariera sportowa
Naukę boksu rozpoczął w swoim rodzinnym mieście w 1963 roku w klubie Goplania Inowrocław. Następnym klubem w karierze była Avia Świdnik, a karierę kończył w 1983 roku, w barwach Olimpii Poznań. W klubie tym zawodnik osiągnął największe sportowe sukcesy. Uczestniczył w mistrzostwach Europy w Bukareszcie 1969, zdobywając brązowy medal w kategorii lekkopółśredniej. Dwa lata później startując w mistrzostwach Europy w Madrycie 1971, został wyeliminowany w ćwierćfinale tej samej wagi. Startując w mistrzostwach Polski, zdobył tytuł wicemistrzowski w wadze lekkopółśredniej w 1974 roku. Dwukrotnie wystąpił w reprezentacji Polski, odnosząc 2 zwycięstwa w latach (1971–1974).
Walcząc w ringu stoczył 310 walk, z czego 258 wygrał, 20 zremisował i 32 pojedynki przegrał.